# Knooppunt Doornik
De verkeerswisselaar Doornik is een Belgisch knooppunt tussen de A8/E429 en de A16/E42 nabij Doornik.
In het knooppunt komen de snelwegen samen in een ster met drie takken. Het knooppunt is erg ruim uitgevoerd met verbindingen van anderhalve tot twee kilometer lang en enkele wijde fly-overs. De drie takken zijn als het ware evenwaardig. Volgens de nationale snelwegnummering sluit in het knooppunt de A16 uit zuidelijke richting aan op de A8, die van oost naar west doorloopt. Volgens de Europese nummering loopt door het knooppunt veeleer de E42 van zuidoostelijke naar westelijke richting, waar de E429 uit het oosten zich mee samenvoegt. De automobilisten uit eender welke richting hebben door deze vlotte uitvoering de indruk gewoon het traject op dezelfde snelweg voort te zetten, ook al verandert men eventueel in theorie van snelweg.
Op de verbindingswegen van het knooppunt zijn ook diverse op- en afritten voorzien die afrit 33, "Tournai Kain", vormen en aansluiten op de N48.
| Aansluitende wegen | Aansluitende wegen | Aansluitende wegen | Aansluitende wegen | Aansluitende wegen     |
| ------------------ | ------------------ | ------------------ | ------------------ | ---------------------- |
|                    |                    |                    |                    | richting Brussel       |
|                    |                    |                    |                    |                        |
| richting Rijsel    |                    |                    |                    |                        |
|                    |                    |                    |                    |                        |
|                    |                    |                    |                    | richting Luik / Bergen |

Aalbeke · Antwerpen-Centrum · Antwerpen-Haven · Antwerpen-Noord · Antwerpen-Oost · Antwerpen-West · Antwerpen-Zuid · Arquennes · Battice · Beaufays · Beveren · Bois-d'Haine · Brugge · Cerexhe · Charleroi-Nord · Charleroi-Sud · Cheratte · Daussoulx · Destelbergen · Doornik · Familleureux · Fexhe-Slins · Gent-Centrum · Gouy · Grâce-Hollogne · Groot-Bijgaarden · Hautrage · Hauts-Sarts · Heppignies · Heverlee · Hoog-Itter · Houdeng-Goegnies · Jabbeke · Jemappes · Kortrijk-West · Kortrijk-Zuid · Leonardkruispunt · Loncin · Lummen · Machelen · Marcinelle · Marquain · Merelbeke · Moorsele · Neufchâteau · Ranst · Sint-Stevens-Woluwe · Strombeek-Bever · Thiméon · Ville-sur-Haine · Vottem · Wilrijk-Valaar · Zaventem · Zwijnaarde